# فادحة (حرض)

تعديل مصدري - تعديل

فادحة هي إحدى قرى عزلة الفج بمديرية حرض التابعة لمحافظة حجة، بلغ تعداد سكانها 665 نسمة حسب تعداد اليمن لعام 2004.